# ヴェリーヌ

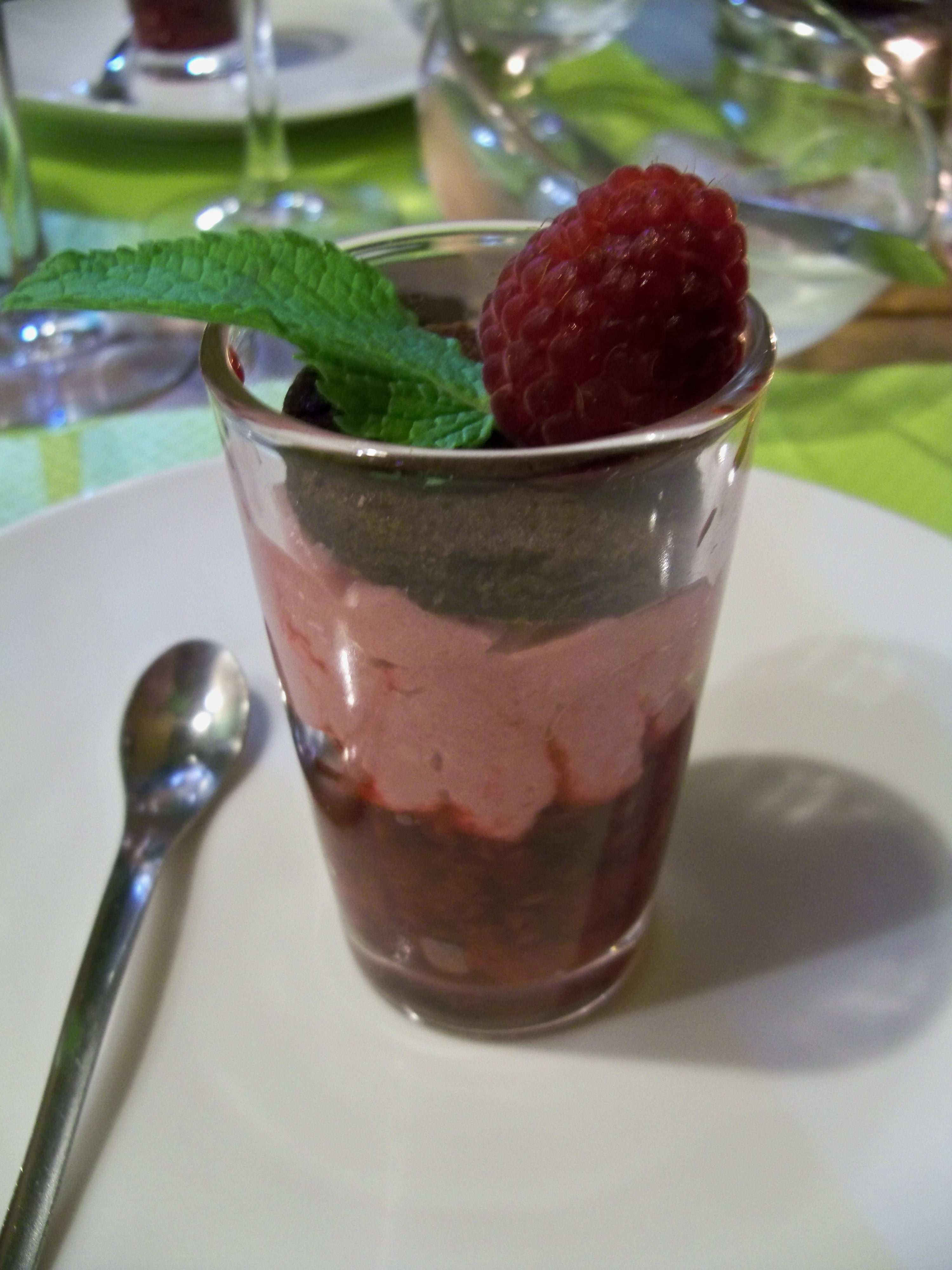
ラズベリー・ムースのヴェリーヌ

ヴェリーヌ（仏: Verrine)元来、脚のないガラス製の小さな器を呼ぶのに使われる言葉で、飲み物ではなく、液状または固形の料理（前菜、メイン、またはデザート）を入れた一品の名称でもある 。
料理の世界で、この換喩的に使われたヴェリーヌとは、同名の器に通常は平面の皿に水平に盛り付けられる料理を垂直に層を成し重ねることで、見た目と味覚に変化を与えることを可能にした料理のことを言う。
フィリップ・コンティシーニはデザートをヴェリーヌに応用することを発案したはじめての人物であり、このなんとも単純な新発想が味覚の経験に大きな変化をもたらすことになった。
具を垂直に重ねられそれがグラスを通して見えるヴェリーヌは
- 味の構造が一目でわかる
- 口の中にいくつもの味がバランスよく広がり、食べる人に伝えたい食感、とりわけ深みや口に残る余韻を強調したりコントロールしたり出来る。

オリジナルコンセプトによれば、ヴェリーヌとは、3つの特徴的な味を層に重ねることになっている：
- 下層は薄めで、唾液の分泌を促す酸味のあるものを入れ、味蕾が他の味を感じる準備をさせるようにする。
- 最も重要な中間層はメインの味を担う具を入れる。
- 上層は甘めで柔らかな調合で味蕾を包み込み、全体が上手に丸く整うようにする。

## 文献出典
1. ↑  ラルース　ガストロノミック（フランス語: Larousse gastronomique）、887ページ左　ヴェリーヌ
2. ↑  ラルース　ガストロノミック、887ページ左　ヴェリーヌ